# Mathias Beche
Mathias Beche, född den 28 juni 1986 i Genève är en schweizisk racerförare.